# 1979. június 30-i konzisztórium
Az 1979. június 30-i konzisztóriumot II. János Pál pápa hívta össze május 26-án. Összesen 15 új bíborost kreált, mind pápaválasztó (80 év alatti), közülük egy „in pectore” kreált bíboros, akinek a neve az 1991. június 28-i konzisztóriumon lett nyilvánosságra hozva.
| Nº                     | Ország                 | Név                                  | Életkor                | Hivatal                                            |
| Pápaválasztó bíborosok | Pápaválasztó bíborosok | Pápaválasztó bíborosok               | Pápaválasztó bíborosok | Pápaválasztó bíborosok                             |
| ---------------------- | ---------------------- | ------------------------------------ | ---------------------- | -------------------------------------------------- |
| 1                      | Olaszország            | Agostino Casaroli                    | 64                     | az Államtitkárság államtitkár-helyettese           |
| 2                      | Málta                  | Giuseppe Caprio                      | 64                     | az Apostoli Szék Vagyonkezelősége elnök-helyettese |
| 3                      | Olaszország            | Marco Cé                             | 53                     | a Velencei Patriarchátus pátriárkája               |
| 4                      | Olaszország            | Egano Righi-Lambertini               | 73                     | Franciaország apostoli nunciusa                    |
| 5                      | Vietnám                | Joseph-Marie Trịnh Văn Căn           | 58                     | a Hanoi főegyházmegye érseke                       |
| 6                      | Olaszország            | Ernesto Civardi                      | 72                     | a Püspöki Kongregáció titkára                      |
| 7                      | Mexikó                 | Ernesto Corripio y Ahumada           | 60                     | a Mexikóvárosi főegyházmegye érseke                |
| 8                      | Japán                  | Joseph Asjiro Satowaki               | 75                     | a Nagaszaki főegyházmegye érseke                   |
| 9                      | Franciaország          | Roger Marie Élie Etchegaray          | 56                     | a Marseille-i főegyházmegye érseke                 |
| 10                     | Olaszország            | Anastasio Alberto Ballestrero O.C.D. | 65                     | a Torinói főegyházmegye érseke                     |
| 11                     | Írország               | Tomás Ó Fiaich                       | 55                     | az Armagh-i főegyházmegye érseke                   |
| 12                     | Kanada                 | Gerald Emmett Carter                 | 67                     | a Torontoi főegyházmegye érseke                    |
| 13                     | Lengyelország          | Franciszek Antoni Macharski          | 52                     | a Krakkói főegyházmegye érseke                     |
| 14                     | Ukrajna                | Wladyslaw Rubin                      | 61                     | a Püspöki Szinódus főtitkára                       |
| „in pectore” bíboros   |                        |                                      |                        |                                                    |
|                        | Kína                   | Ignatius Kung Pin-mei (Gong Pinmei)  | 77                     | a Sanghaji egyházmegye püspöke                     |